# 地方競馬ジョッキーズチャンピオンシップ
地方競馬ジョッキーズチャンピオンシップ（ちほうけいばジョッキーズチャンピオンシップ）は、地方競馬で行われている騎手招待競走である。
2005年から2017年まではスーパージョッキーズトライアル（Super Jockeys Trial）の名称で行われ、「SJT」の略称も用いられていた。

## 概要
中央競馬で行われる「ワールドオールスタージョッキーズ（2014年まではワールドスーパージョッキーズシリーズ）」に推薦する地方競馬代表騎手を選定するシリーズ戦。
2004年以前は選定競走を行わず、地方競馬全国協会（NAR）が日本中央競馬会（JRA）に騎手を推薦し、JRAが地方競馬代表騎手を決定していたが、2005年に「WSJS地方競馬騎手代表選定競走」の名称で2競走が行われ、地方競馬全国協会がJRAに推薦する騎手を選定競走の成績（総合得点）で選出するようになった。2006年よりシリーズ化された。
2014年までは平地競走を行う全地区を選定対象としていたが、2015年は北海道（ホッカイドウ競馬）を除く地区の騎手から選定する方式に改められた（後述）。
2018年より現名称に改称される。
2020年は新型コロナウイルス感染拡大防止の観点から複数競馬場におけるステージ制での開催を取り止め、10月19日に盛岡競馬場の1日2競走で開催された（なお、ワールドオールスタージョッキーズは中止となっている）。2021年は中止となり、2022年に再開された。
2024年は2場での開催を改め、園田競馬場での1日2競走によって開催される。

近年、主催者間での騎手や馬の交流が増加している状況を鑑み、2025年より出場騎手選定の条件のうち、「原則として前年4月1日から本年3月31日までの所属場での勝利数順位が1位の騎手」としていた条件を「原則として前年4月1日から本年3月31日までの地方競馬での勝利数順位が1位の騎手」と勝利度数の条件を緩和し、「北海道・岩手・金沢所属騎手については、所属場の冬季休催期間の勝利数を除く」こととした。

### 選定競走
2024年の実施要項は以下の通りである。
- 実施日・競馬場：2024年5月30日　園田競馬場2競走
- 出場騎手：北海道・岩手・浦和・船橋・大井・川崎・金沢・笠松・愛知・兵庫・高知・佐賀所属騎手（各1名・計12名）（原則として2023年4月1日から2024年3月31日までの所属場での勝利数順位が1位の騎手）
- ワールドオールスタージョッキーズへの推薦
  - 総合第1位騎手を地方競馬代表騎手としてJRAに推薦
  - 総合第2位騎手を地方競馬代表補欠騎手としてJRAに推薦

なお、2015年は、北海道（ホッカイドウ競馬）所属騎手は別にJRAより1名の推薦枠が与えられているため、本シリーズには出場しない。なお、ホッカイドウ競馬でも地方競馬代表として推薦する騎手の選定が別に行われる。
2019年より各ステージ名称を、「チャレンジステージ」「ファーストステージ」「ファイナルステージ」に一新される。

### 騎乗馬の選定
各競走の出走馬を近走成績等からA・Bのグループに分け、騎乗馬を抽選で決定。各ステージともA・Bグループの馬に各1回騎乗する。

### ポイント付与・順位決定方法
2015年の各競走におけるポイント、および順位の決定方法は以下の通り。

#### SJTワイルドカード
各競走ごとに着順に応じた下表のポイントを与え、2競走の合計得点で総合順位を決定。合計得点が同点の場合は最上位の着順を得た者を優先し、最上位の着順も同位の場合は「ブロンズホイップ賞（第2戦）」の着順上位者を優先。
| 1着  | 2着  | 3着  | 4着  | 5着  | 6着 | 7着 | 8着 | 9着 | 10着 | 11着以下 |
| ---- | ---- | ---- | ---- | ---- | --- | --- | --- | --- | ---- | -------- |
| 20点 | 15点 | 13点 | 11点 | 10点 | 6点 | 5点 | 4点 | 3点 | 2点  | 1点      |

#### 本戦（第1ステージ・第2ステージ）
各競走ごとに着順に応じた下表のポイントを与え、4競走の合計得点で総合順位を決定。合計得点が同点の場合は最上位の着順を得た者を優先し、最上位の着順も同位の場合は「シルバーホイップ賞（第4戦）」の着順上位者を優先。
| 1着  | 2着  | 3着  | 4着  | 5着  | 6着 | 7着 | 8着 | 9着 | 10着 11着 | 12着以下 |
| ---- | ---- | ---- | ---- | ---- | --- | --- | --- | --- | --------- | -------- |
| 20点 | 15点 | 13点 | 11点 | 10点 | 6点 | 5点 | 4点 | 3点 | 2点       | 1点      |

| 1着  | 2着  | 3着  | 4着  | 5着  | 6着 | 7着 | 8着 | 9着 | 10着 | 11着以下 |
| ---- | ---- | ---- | ---- | ---- | --- | --- | --- | --- | ---- | -------- |
| 20点 | 15点 | 13点 | 11点 | 10点 | 6点 | 5点 | 4点 | 3点 | 2点  | 1点      |

## 2005年以降の優勝騎手
| 年     | 施行日   | 競馬場             | 競馬場       | 総合優勝騎手 | 所属   |
| ------ | -------- | ------------------ | ------------ | ------------ | ------ |
| 2005年 | 10月18日 | 園田競馬場         | 園田競馬場   | 岩田康誠     | 兵庫   |
| 2006年 | 10月16日 | 第1ステージ        | 盛岡競馬場   | 濱口楠彦     | 笠松   |
| 2006年 | 10月24日 | 第2ステージ        | 園田競馬場   | 濱口楠彦     | 笠松   |
| 2007年 | 10月18日 | 第1ステージ        | 札幌競馬場   | 赤岡修次     | 高知   |
| 2007年 | 10月26日 | 第2ステージ        | 名古屋競馬場 | 赤岡修次     | 高知   |
| 2008年 | 10月3日  | 第1ステージ        | 笠松競馬場   | 菅原勲       | 岩手   |
| 2008年 | 10月10日 | 第2ステージ        | 大井競馬場   | 菅原勲       | 岩手   |
| 2009年 | 9月25日  | 第1ステージ        | 船橋競馬場   | 的場文男     | 大井   |
| 2009年 | 10月15日 | 第2ステージ        | 園田競馬場   | 的場文男     | 大井   |
| 2010年 | 10月4日  | 第1ステージ        | 盛岡競馬場   | 杉村一樹     | 荒尾   |
| 2010年 | 10月14日 | 第2ステージ        | 門別競馬場   | 杉村一樹     | 荒尾   |
| 2011年 | 10月7日  | 第1ステージ        | 川崎競馬場   | 吉原寛人     | 金沢   |
| 2011年 | 10月21日 | 第2ステージ        | 名古屋競馬場 | 吉原寛人     | 金沢   |
| 2012年 | 9月21日  | ワイルドカード     | 高知競馬場   | 山口勲       | 佐賀   |
| 2012年 | 10月5日  | 第1ステージ        | 大井競馬場   | 山口勲       | 佐賀   |
| 2012年 | 10月19日 | 第2ステージ        | 佐賀競馬場   | 山口勲       | 佐賀   |
| 2013年 | 9月10日  | ワイルドカード     | 門別競馬場   | 川原正一     | 兵庫   |
| 2013年 | 9月25日  | 第1ステージ        | 船橋競馬場   | 川原正一     | 兵庫   |
| 2013年 | 10月17日 | 第2ステージ        | 園田競馬場   | 川原正一     | 兵庫   |
| 2014年 | 9月20日  | ワイルドカード     | 佐賀競馬場   | 赤岡修次     | 高知   |
| 2014年 | 10月6日  | 第1ステージ        | 盛岡競馬場   | 赤岡修次     | 高知   |
| 2014年 | 10月23日 | 第2ステージ        | 名古屋競馬場 | 赤岡修次     | 高知   |
| 2015年 | 5月26日  | ワイルドカード     | 金沢競馬場   | 藤田弘治     | 金沢   |
| 2015年 | 7月7日   | 第1ステージ        | 大井競馬場   | 藤田弘治     | 金沢   |
| 2015年 | 7月23日  | 第2ステージ        | 園田競馬場   | 藤田弘治     | 金沢   |
| 2016年 | 5月15日  | ワイルドカード     | 佐賀競馬場   | 永森大智     | 高知   |
| 2016年 | 6月13日  | 第1ステージ        | 盛岡競馬場   | 永森大智     | 高知   |
| 2016年 | 7月7日   | 第2ステージ        | 名古屋競馬場 | 永森大智     | 高知   |
| 2017年 | 5月9日   | ワイルドカード     | 金沢競馬場   | 中野省吾     | 船橋   |
| 2017年 | 6月5日   | 第1ステージ        | 盛岡競馬場   | 中野省吾     | 船橋   |
| 2017年 | 6月22日  | 第2ステージ        | 園田競馬場   | 中野省吾     | 船橋   |
| 2018年 | 5月20日  | ワイルドカード     | 佐賀競馬場   | 桑村真明     | 北海道 |
| 2018年 | 6月3日   | 第1ステージ        | 盛岡競馬場   | 桑村真明     | 北海道 |
| 2018年 | 7月18日  | 第2ステージ        | 浦和競馬場   | 桑村真明     | 北海道 |
| 2019年 | 5月21日  | チャレンジステージ | 金沢競馬場   | 吉村智洋     | 兵庫   |
| 2019年 | 6月2日   | ファーストステージ | 盛岡競馬場   | 吉村智洋     | 兵庫   |
| 2019年 | 6月20日  | ファイナルステージ | 園田競馬場   | 吉村智洋     | 兵庫   |
| 2020年 | 10月19日 | 盛岡競馬場         | 盛岡競馬場   | 村上忍       | 岩手   |
| 2022年 | 5月8日   | ファーストステージ | 佐賀競馬場   | 岡部誠       | 愛知   |
| 2022年 | 5月31日  | ファイナルステージ | 浦和競馬場   | 岡部誠       | 愛知   |
| 2023年 | 5月23日  | ファーストステージ | 盛岡競馬場   | 宮川実       | 高知   |
| 2023年 | 7月6日   | ファイナルステージ | 園田競馬場   | 宮川実       | 高知   |
| 2024年 | 5月30日  | 園田競馬場         | 園田競馬場   | 吉村智洋     | 兵庫   |
| 2025年 | 5月26日  | 金沢競馬場         | 金沢競馬場   | 本田正重     | 船橋   |

### 2004年以前のワールドスーパージョッキーズシリーズ地方競馬代表騎手
西暦偶数年は東日本、奇数年は西日本から、原則として勝利数第1位の騎手が選出される。(騎乗停止や出場辞退の場合は2位以下に繰り下げて選出。)
| 回数   | 年     | 騎手名     | 所属 |
| ------ | ------ | ---------- | ---- |
| 第1回  | 1987年 | 不出場     |      |
| 第2回  | 1988年 | 佐々木竹見 | 川崎 |
| 第3回  | 1989年 | 田中道夫   | 兵庫 |
| 第4回  | 1990年 | 石崎隆之   | 船橋 |
| 第5回  | 1991年 | 田中道夫   | 兵庫 |
| 第6回  | 1992年 | 石崎隆之   | 船橋 |
| 第7回  | 1993年 | 小牧太     | 兵庫 |
| 第8回  | 1994年 | 石崎隆之   | 船橋 |
| 第9回  | 1995年 | 安藤勝己   | 笠松 |
| 第10回 | 1996年 | 石崎隆之   | 船橋 |
| 第11回 | 1997年 | 川原正一   | 笠松 |
| 第12回 | 1998年 | 石崎隆之   | 船橋 |
| 第13回 | 1999年 | 小牧太     | 兵庫 |
| 第14回 | 2000年 | 石崎隆之   | 船橋 |
| 第15回 | 2001年 | 鮫島克也   | 佐賀 |
| 第16回 | 2002年 | 菅原勲     | 岩手 |
| 第17回 | 2003年 | 小牧太     | 兵庫 |
| 第18回 | 2004年 | 内田博幸   | 大井 |

回数はWSJSの回数を表す。所属は当時の所属主催者・所属競馬場を表す。第1回は地方競馬騎手の出場辞退によるもの。